# 明鄭時期行政區劃
明鄭的行政區劃主要集中在今日的台南市以及部分嘉義縣與高雄市，以四坊二十四里為基礎，另設有「一府二州三司」。在福建沿海岛屿还设有思明州、思明县。

## 行政區劃
| (東都) 東寧 | 府州（縣）   | 坊里           | 現今行政區                                     | 明鄭時期設里範圍 |
| (東都) 東寧 | 承天府       | 安平鎮（王城） | 安平區                                         |                  |
| (東都) 東寧 | 承天府       | 東安坊         | 中西區、東區                                   |                  |
| (東都) 東寧 | 承天府       | 西定坊         | 中西區、北區                                   |                  |
| (東都) 東寧 | 承天府       | 寧南坊         | 中西區                                         |                  |
| (東都) 東寧 | 承天府       | 鎮北坊         | 中西區、北區                                   |                  |
| (東都) 東寧 | 天興州（縣） | 武定里         | 安南區、北區、中西區、永康區                   |                  |
| (東都) 東寧 | 天興州（縣） | 永康里         | 北區、東區、永康區                             |                  |
| (東都) 東寧 | 天興州（縣） | 長興里         | 永康區、仁德區                                 |                  |
| (東都) 東寧 | 天興州（縣） | 保大里         | 歸仁區、新化區、關廟區                         |                  |
| (東都) 東寧 | 天興州（縣） | 歸仁里         | 歸仁區                                         |                  |
| (東都) 東寧 | 天興州（縣） | 永豐里         | 歸仁區                                         |                  |
| (東都) 東寧 | 天興州（縣） | 新豐里         | 關廟區、龍崎區                                 |                  |
| (東都) 東寧 | 天興州（縣） | 廣儲里         | 新化區、永康區                                 |                  |
| (東都) 東寧 | 天興州（縣） | 感化里         | 新化區                                         |                  |
| (東都) 東寧 | 天興州（縣） | 新化里         | 山上區、新市區、左鎮區、南化區、玉井區、大內區 |                  |
| (東都) 東寧 | 天興州（縣） | 永定里         | 安定區、善化區、麻豆區、西港區、佳里區、將軍區 |                  |
| (東都) 東寧 | 天興州（縣） | 善化里         | 善化區、官田區、大內區、玉井區、楠西區、六甲區 |                  |
| (東都) 東寧 | 天興州（縣） | 開化里         | 佳里區、麻豆區、六甲區、官田區、下營區         |                  |
| (東都) 東寧 | 萬年州（縣） | 文賢里         | 仁德區；高雄市茄萣區、湖內區                   |                  |
| (東都) 東寧 | 萬年州（縣） | 仁和里         | 東區、南區、仁德區                             |                  |
| (東都) 東寧 | 萬年州（縣） | 永寧里         | 南區                                           |                  |
| (東都) 東寧 | 萬年州（縣） | 新昌里         | 南區                                           |                  |
| (東都) 東寧 | 萬年州（縣） | 仁德里         | 仁德區                                         |                  |
| (東都) 東寧 | 萬年州（縣） | 依仁里         | 仁德區                                         |                  |
| (東都) 東寧 | 萬年州（縣） | 崇德里         | 關廟區、歸仁區                                 |                  |
| (東都) 東寧 | 萬年州（縣） | 長治里         | 高雄市路竹區、湖內區                           |                  |
| (東都) 東寧 | 萬年州（縣） | 維新里         | 高雄市永安區、路竹區、岡山區                   |                  |
| (東都) 東寧 | 萬年州（縣） | 嘉祥里         | 高雄市岡山區、阿蓮區                           |                  |
| (東都) 東寧 | 萬年州（縣） | 仁壽里         | 高雄市梓官區、岡山區、橋頭區、彌陀區、楠梓區   |                  |
| (東都) 東寧 | 澎湖安撫司   | 澎湖安撫司     | 澎湖縣                                         |                  |
| (東都) 東寧 | 南路安撫司   | 南路安撫司     | 高雄市左營區                                   |                  |
| (東都) 東寧 | 北路安撫司   | 半線安撫司     | 彰化縣                                         |                  |
| (東都) 東寧 | 北路安撫司   | 雞籠安撫司     | 基隆市                                         |                  |
| (東都) 東寧 | 北路安撫司   | 淡水安撫司     | 新北市淡水區                                   |                  |

## 沿革
南明永曆十五年（1661年）鄭成功攻下臺灣，五月佔普羅民遮城，改赤崁為東都明京，總名「東京」。設一府二縣，另設一司為澎湖安撫司。鄭成功死後，其子鄭經改東都為東寧，並於承天府之上再設東寧總制府。另升天興縣與萬年縣為州。又於澎湖安撫司外加設南北路兩安撫司。
- 1661年（明鄭永曆十五年）：以新港溪（今鹽水溪）為界，溪北屬天興縣，溪南屬萬年縣

| 承天府 |        |
| 天興縣 | 萬年縣 |

- 1664年（明鄭永曆十八年）

| 東寧總制府 |        |
| 承天府     |        |
| 天興州     | 萬年州 |